# Alianza (Star Trek)
La Alianza es una coalición ficticia de potencias militares de la serie de ciencia ficción Star Trek: Deep Space Nine conformada por la Federación Unida de Planetas, el Imperio Klingon, el Imperio Estelar Romulano, la República Bajoriana y la resistencia cardasiana para luchar contra el Dominio y sus aliados el Imperio Cardasiano y la Confederación Breen en lo que se conoció como la Guerra del Dominio. 

## Antecedentes
Desde la firma del Tratado de Khitomer que cimentó la alianza militar entre la Federación y el Imperio Klingon, ambas potencias se mantuvieron como poderosos aliados. De forma similar, tras la liberación de los bajorianos de la ocupación cardasiana, Bajor se convirtió en aliado de la Federación y el Imperio Klingon. 
Los cardasianos, por el contrario, sostuvieron una guerra de 18 años con los Klingon a raíz de un incidente militar, también sostendrían una extensa y cruel guerra contra la Federación a raíz de una disputa fronteriza mal resuelta con un tratado de paz que dejó a gran cantidad de colonos de ambos pueblos en el lado opuesto de la frontera provocando estallidos de violencia y el surgimiento de la guerrilla rebelde Maquis de ciudadanos federados.

## Inicio de la alianza
La vieja enemistad de Klingon, Bajoran y la Federación con los cardasianos llegó a su apogeo cuando estos fueron absorbidos por el Dominio, un estado interplanetario imperialista (similar a una versión maligna de la Federación) que buscaba invadir el Cuadrante Alfa, una parte de la Galaxia donde se ubicaban los miembros de la Alianza. 
A dicha alianza entraron posteriormente los romulanos quienes, entre otras cosas, ayudaron a liberar a los benzitas, miembros de la Federación que habían sido invadidos por el Dominio. A pesar de la larga enemistad entre romulanos con los Klingon y la federación, el Imperio Romulano consideró que el enemigo común del Dominio representaba una amenaza mucho mayor. 
Así, la Alianza cuyo poderío militar descansaba casi completamente en las tres potencias militares (Federación, Imperio Klingon, Imperio Romulano), aun teniendo otros aliados menos poderosos (como los bajorianos) se enfrascó en la conflagración militar más grande de la historia conocida de la Galaxia contra el Dominio y sus aliados cardasianos y breen.